# ألبرت إس. ويليس
ألبرت إس. ويليس (بالإنجليزية: Albert S. Willis)‏ هو محامي ودبلوماسي وسياسي أمريكي، ولد في 22 يناير 1843 في شيلبيفيل في الولايات المتحدة، وتوفي في 6 يناير 1897 في هونولولو في الولايات المتحدة. حزبياً، نشط في الحزب الديمقراطي. وقد انتخب عضو مجلس النواب الأمريكي.